# Phare de Ponta da Ilha
Le phare de Ponta da Ilha (ou phare de Manhenha) est un phare situé dans la localité de Ponta da Ilha, dans la freguesia de Piedade (pt) de la municipalité de Lajes do Pico, sur l'île de Pico (Archipel des Açores - Portugal).
Il est géré par l'autorité maritime nationale du Portugal à Oeiras (Grand Lisbonne).
Il est situé dans la zone classée au patrimoine mondial de l'humanité Paysage viticole de l'île du Pico par l'UNESCO depuis 2004.

## Histoire
Le plan général du balisage des côtes portugaises de 1883, prenant aussi en considération les Açores, prévoyait déjà la construction d'un phare du deuxième ordre avec une portée de 25,5 milles marins au cap de Ponta da Ilha. La réalisation du plan démarra seulement en 1942 avec l'acquisition de 1.000 m² de terrain. Le 21 juillet 1946 le phare a été mis en service, avec une lampe à huile, avec une portée de 26 milles nautiques.
C'est une tour carrée, aux arêtes aplaties, de 19 mètres de haut, avec terrasse et lanterne. Elle est attenante à une construction servant de logement au gardien et à sa famille. L'édifice est peint en blanc et le dôme de la lanterne est rouge.
En 1958, l'alimentation du phare a été électrifié, mais ce n'est qu'en 1993 que le phare a été relié au réseau électrique public. Maintenant la source lumineuse est une lampe à incandescence de 3000 watts. En 1987 le système optique a été modernisée. C'est maintenant un phare de 5e ordre ayant une portée de 43 km.
Identifiant : ARLHS : AZO013 ; PT-814 - Amirauté : D2690 - NGA : 23404.

### Lien connexe
- Liste des phares des Açores